# Марьино (усадьба Строгановых)
Ма́рьино — имение графов Строгановых (впоследствии князей Голицыных), расположенное между деревнями Андрианово и Тарасово Тосненского района Ленинградской области.

## История создания
В 1726 году на землях, принадлежавших Г. Д. Строганову, унаследованных его вдовой, М. Я. Строгановой (Новосильцовой), началась постройка усадьбы, получившей впоследствии её имя.
С 1799 году имение, входившее в майорат семьи Строгановых, перешло в собственность графа П. А. Строганова, а с 1817 года в собственность его вдовы, графини Софьи Владимировны Строгановой, урождённой княжны Голицыной (1775—1845). Став единственной владелицей имения Строгановых (всего до 46 тыс. душ), Софья Владимировна занималась управлением имения. Вся администрация в имении Строгановой, по её желанию, состояла из её бывших крепостных; лица, назначавшиеся на должности, за её счёт посылались получать образование в Европу.
В 1825 году в Марьино была основана земледельческая школа, в которую из пермских вотчин Строгановых были присланы на обучение 50 крестьянских сирот.
В 1814—1817 годах усадебный дом был перестроен под руководством архитектора И. Ф. Колодина; по его проектам был разбит английский парк и выстроен ряд парковых павильонов (в частности, «ферма»).
В имении также работали архитекторы Х. Мейер, А. Менелас, П. С. Садовников.
С 1845 года владелицей «марьинского майората» была княгиня Аделаида (Аглая) Павловна Голицына (1799—1882) — фрейлина, кавалерственная дама ордена святой Екатерины меньшего креста, с 1821 года жена князя В. С. Голицына (1794—1836).
С 1836 году имение перешло к её внуку князю Павлу Павловичу Голицыну, владевший им до 1914 года.
С 1914 года владельцем имения стал его сын, Сергей Павлович Голицын (1898—1938, расстрелян). После Революции 1917 года усадьба перешла в общественную собственность. В ней в разное время находились Музей дворянского быта (до 1929 года), санаторий для членов Академии наук, Горно-геологический НИИ АН, детский дом, пансионат для военного завода.
В Марьино проводил свои опыты лесовод А. Е. Теплоухов.
С 2008 года усадьба Марьино является частной собственностью Галины Георгиевны Степановой.

## Фото

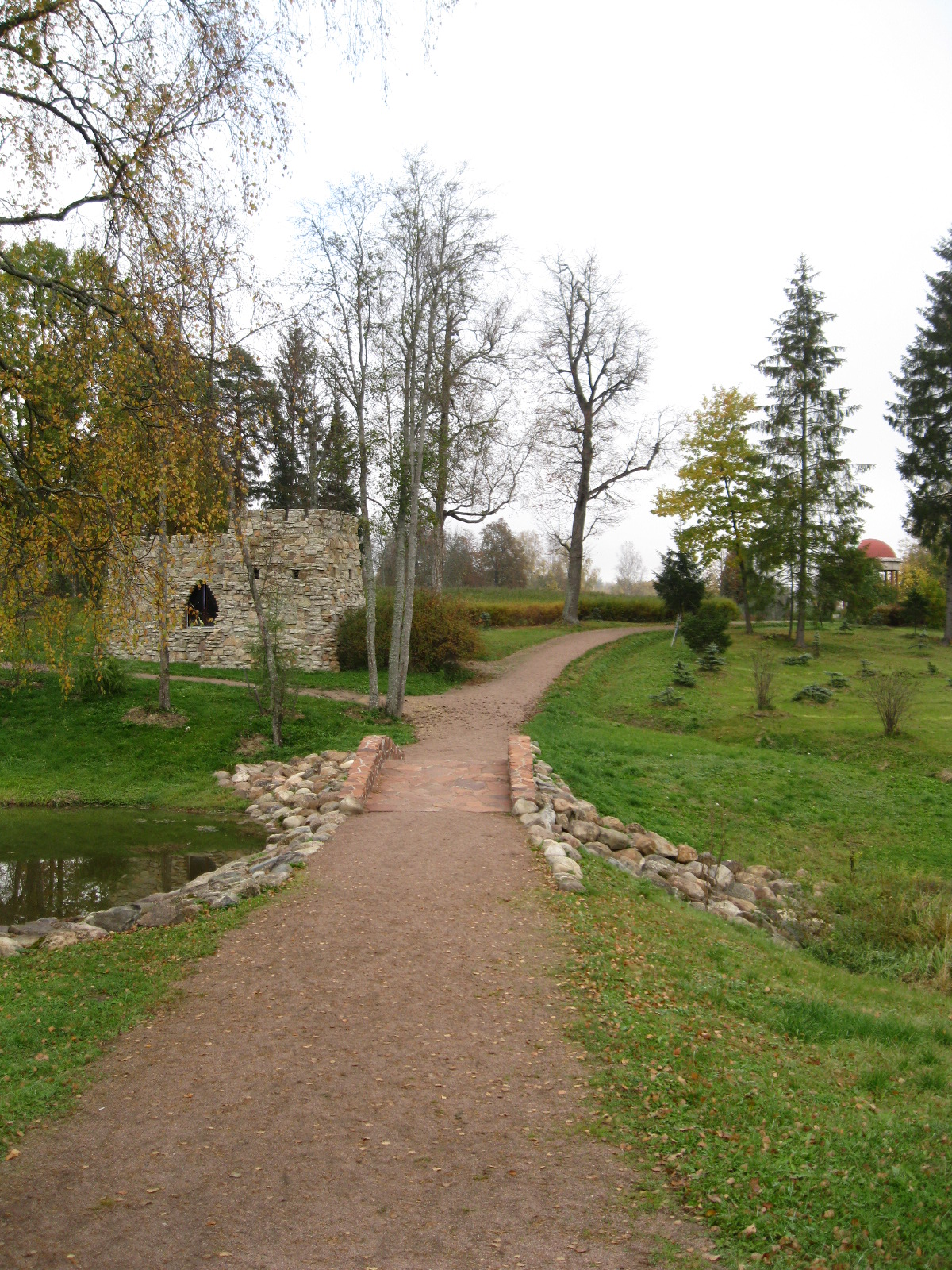
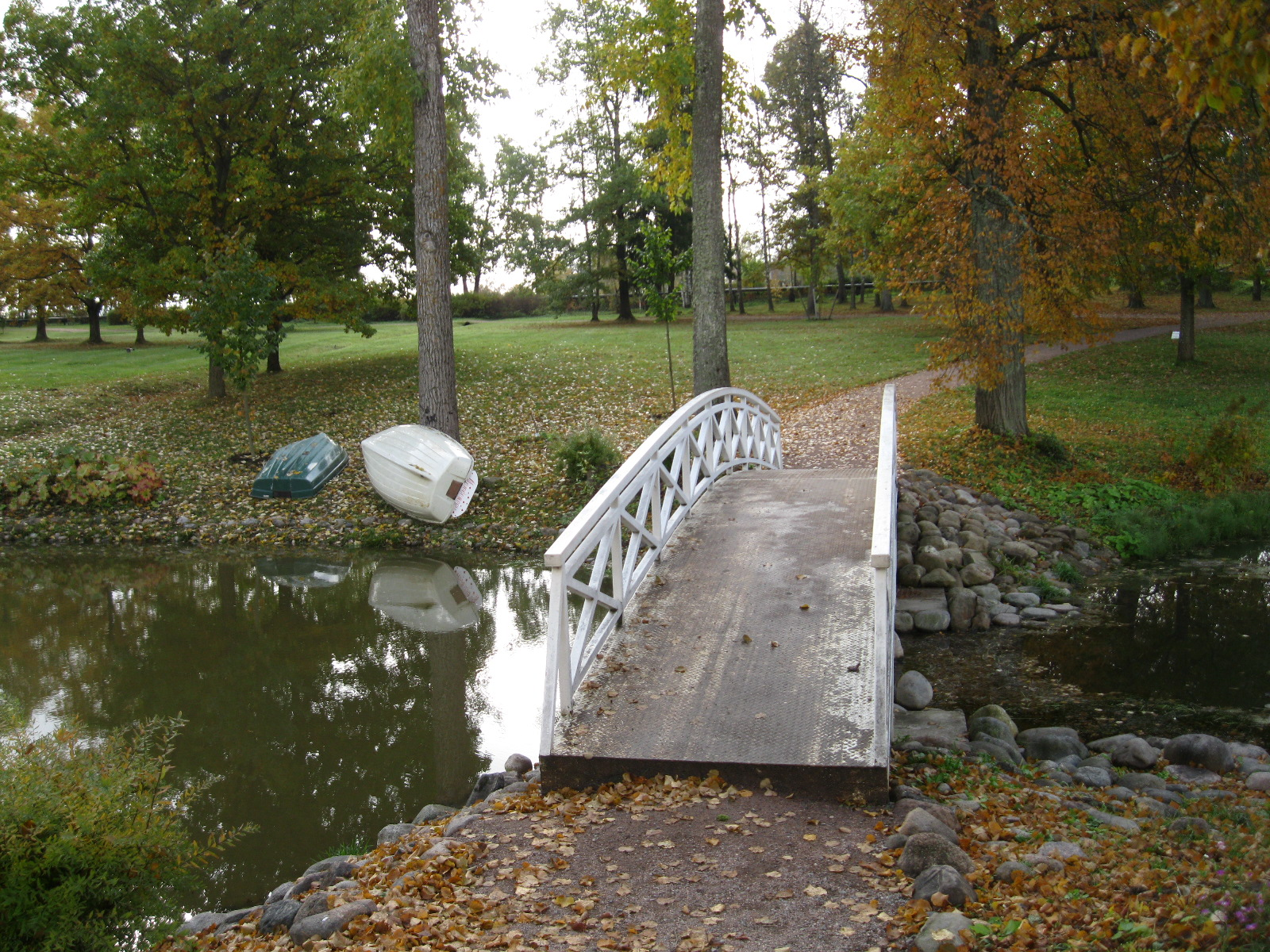
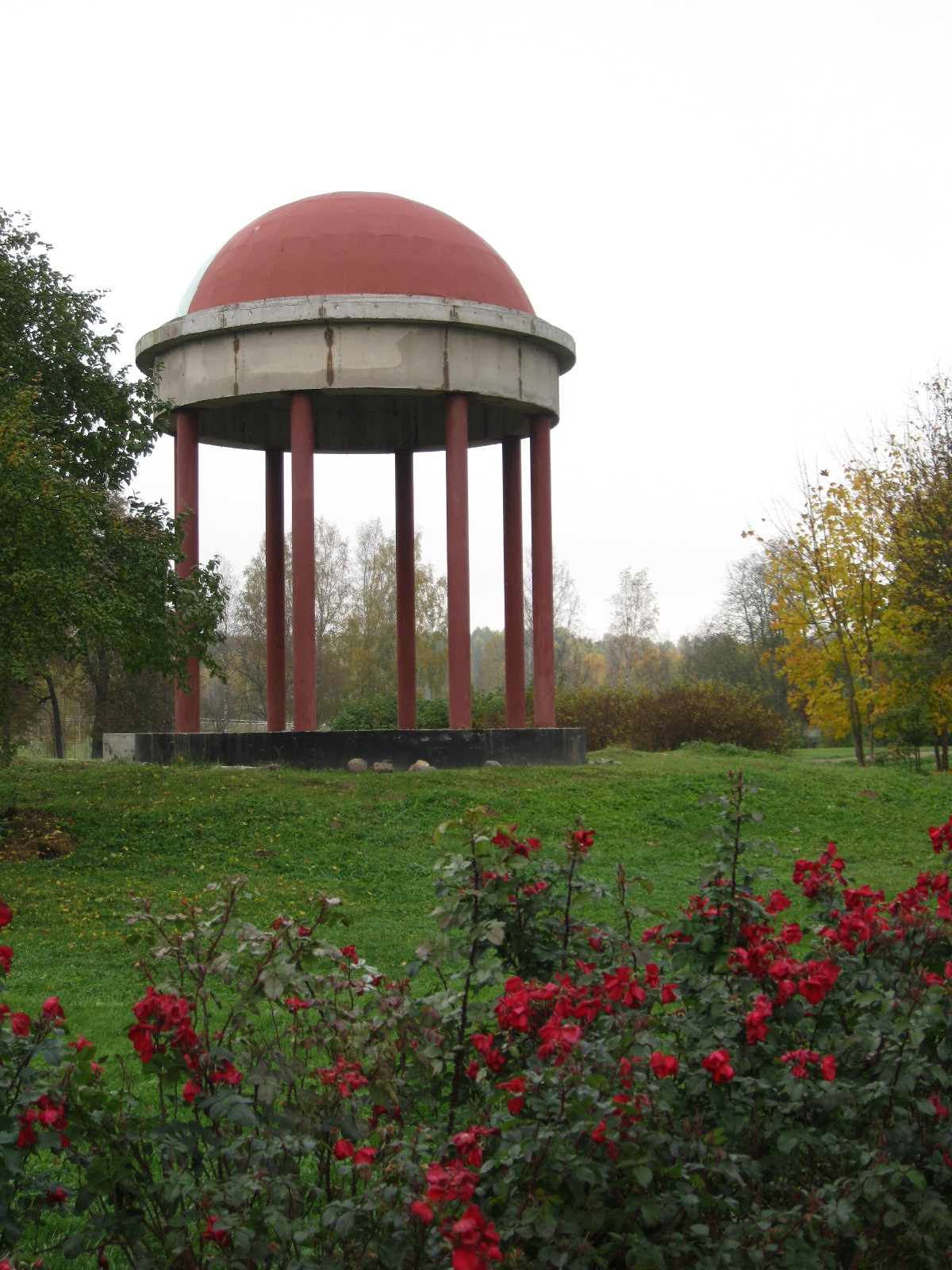
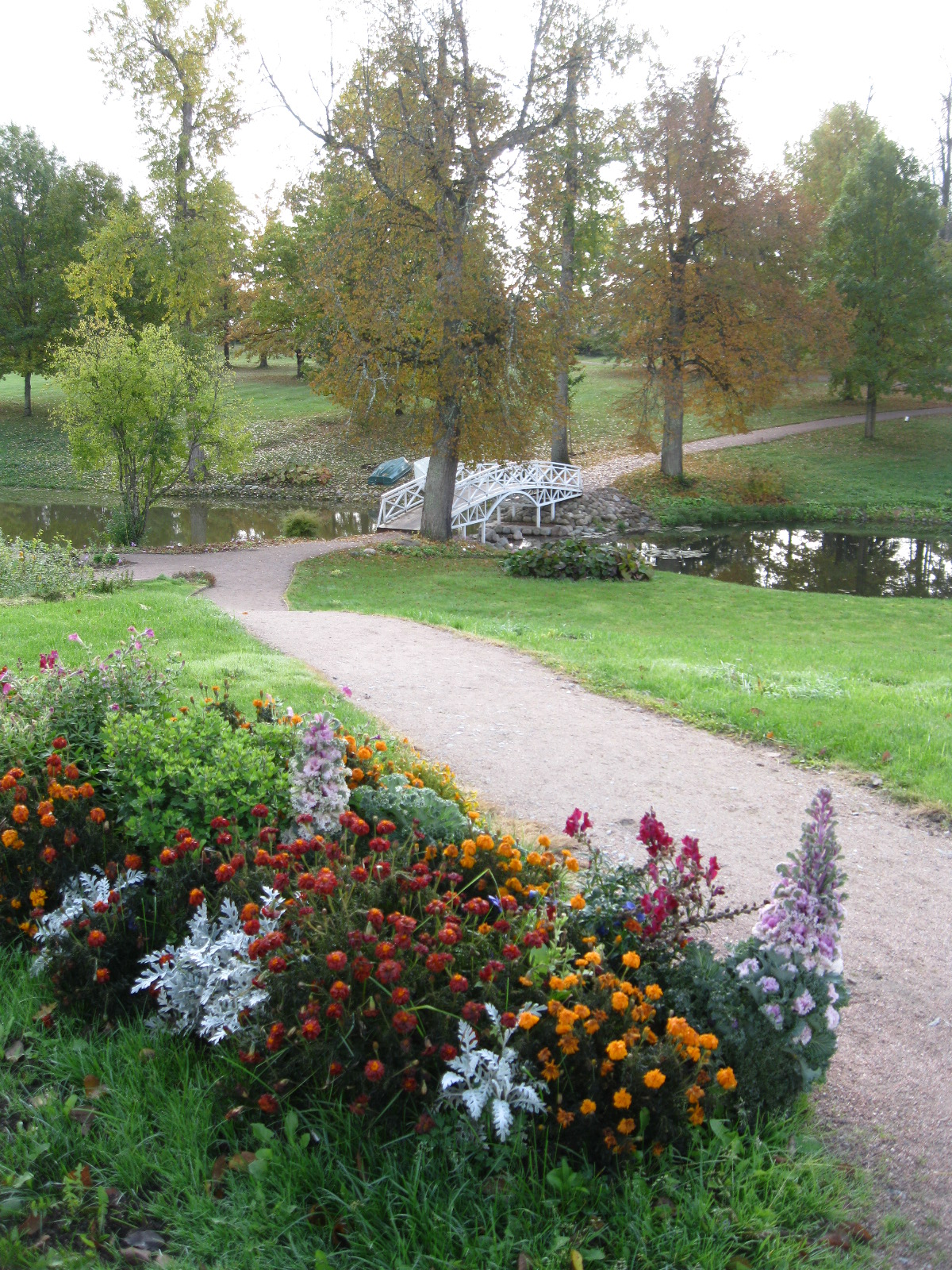
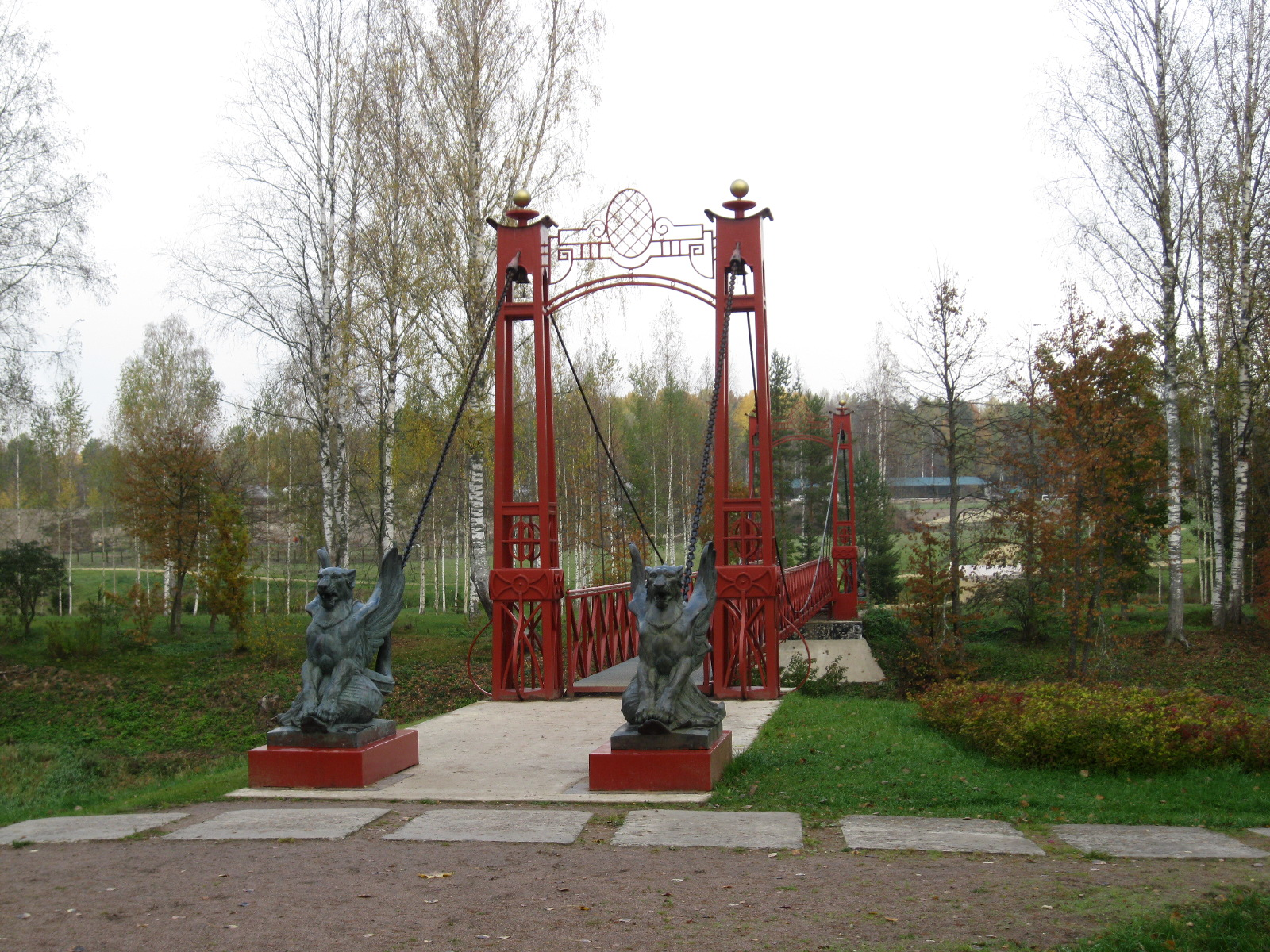